# HD 13931
HD 13931 — одиночная звезда в созвездии Андромеды на расстоянии приблизительно 155 световых лет (около 47,5 парсек) от Солнца. Видимая звёздная величина звезды — +7,61m. Возраст звезды определён как около 8,4 млрд лет.
Вокруг звезды обращается, как минимум, одна планета.

## Характеристики
HD 13931 — жёлтый карлик спектрального класса G0V, или G0. Масса — около 1,02 солнечной, радиус — около 1,29 солнечного, светимость — около 1,742 солнечной. Эффективная температура — около 5841 K.
HD 13931 впервые в астрономической литературе упоминается в каталоге Генри Дрейпера, изданном в начале XX века. Это двойник Солнца, т. е. по своим параметрам очень напоминающая наше дневное светило. HD 13931 является старой звездой со слабой хромосферной активностью.

## Планетная система
13 ноября 2009 года командой калифорнийских астрономов было объявлено об открытии планеты HD 13931 b. Это газовый гигант, очень похожий на Юпитер. Он имеет массу, равную 3,1 юпитерианской, и обращается на расстоянии 5,33 а. е. от родительской звезды. Открытие планеты было совершено методом Доплера.